# Cámara Chilena del Libro
La Cámara Chilena del Libro es una agrupación gremial que proclama como sus objetivos "defender la libertad de edición, importación, comercialización y circulación de libros, el derecho de propiedad intelectual", "fomentar el desarrollo y difusión" de los nacionales tanto en el país como en el extranjero; "generar y apoyar todas las iniciativas destinadas a capacitar a las personas dedicadas a las publicación, edición, comercialización y distribución de libros", "fomentar el hábito de lectura", "crear bibliotecas, premios literarios" y "organizar exposiciones, ferias" y otros "eventos que se consideren necesarios para estimular la creación y producción literaria".

## Historia
La Cámara Chilena del Libro nació el 17 de julio de 1950 y agrupó a empresas editoriales, distribuidoras de libros, librerías y organizaciones de venta directa. 
Las actividades más conocidas por parte del público que realiza la Cámara del Libro son las diferentes ferias a lo largo del país, en la que destaca la de Santiago, que tiene carácter internacional. Auspicia, además, tanto ferias comunales en la capital chilena como regionales.
En 2014 estalló una crisis debido a la diferencia de intereses entre editores y comercializadores, que condujo a la renuncia del entonces presidente de la Cámara, Arturo Infante, de la editorial Catalonia. Para él, la esencia del problema estaba en que a los comercializadores "no les interesan las políticas públicas, los fondos concursables, todo lo que la industria tiene que conversar con las autoridades". En aquella ocasión, Infante advirtió del peligro de un cisma, ya que, señaló, "son muchas las voces que dicen hasta cuándo perdemos el tiempo, por qué no hacemos nuestra cámara de editores".
Al año siguiente, poco después de terminada la XXXV Feria Internacional de Santiago se desarrolló una nueva etapa del conflicto que culminó con la salida de nueve editoriales, entre ellas, las más grandes del país Los renunciantes fueron: Cal y Canto, Catalonia, Cosar, Edebé, Ediciones B, Nueva Patris, Penguin Random House, Planeta y Zig-Zag.

## Administración
La Cámara del Libro posee un directorio de 12 miembros (4 por cada estamento: editores, libreros y distribuidores), que   duran dos años en el ejercicio de sus funciones y pueden pueden optar a un nuevo periodo; estos eligen a la cúpula de la asociación, que se renueva cada dos años.

### Presidentes de la Cámara Chilena del Libro
| Presidente               | Estamento    | Inicio             | Término           | Imagen |
| ------------------------ | ------------ | ------------------ | ----------------- | ------ |
| Eduardo Castillo García  | Distribuidor | 2017               |                   |        |
| Alejandro Melo Calderara | Distribuidor | 11 de mayo de 2015 | 2017              |        |
| Julio Sau                | Distribuidor | noviembre de 2014  | mayo de 2015      |        |
| Carlos Ossa              | Editor       | junio de 2014      | noviembre de 2014 |        |
| Arturo Infante           | Editor       | julio de 2011      | junio de 2014     |        |
| Eduardo Castillo García  |              | 2003               | julio de 2011     |        |
| Alejandro Melo Guerrero  | Librero      | julio de 2001      | 2003              |        |
| Eduardo Castillo García  |              | 1989               | junio de 2001     |        |
| Rodrigo Castro Cuevas    |              | 1987               | 1989              |        |